# ペコロスの母に会いに行く
『ペコロスの母に会いに行く』（ペコロスのははにあいにいく）は、岡野雄一による日本の漫画。西日本新聞連載の後、東京新聞月曜朝刊にて『続・ペコロスの母に会いに行く』を連載中。
作者である岡野雄一と、認知症を患った母の交流を描くエッセイ漫画で、切ないながらもユーモラスで温かみのある作風が特徴。なお「ペコロス」とは「小さな玉ねぎ」という意味で、作中では頭のはげかかった中年男性である主人公（作者）の愛称として用いられている。

## あらすじ
ゆういち（愛称ペコロス）は62歳の漫画家。89歳の母みつえが振り込め詐欺にひっかかりそうになったり、死んだ夫のために酒を買いに行こうとしたり、子どもの世話をして轢かれそうになったり、古い下着を大量に溜めていたり、認知症の症状を見せはじめる。ケアマネージャーの勧めでグループホームに入居させる。面会に来た息子が分からず、ハゲた頭を見てようやく息子を思い出すみつえ。夫が亡くなったことを忘れ、見えない夫と話すみつえ。原爆に奪われた幼い妹の幻を見て、妹をあやすみつえ。少しずつ認知症の症状が進み、少女に戻り無邪気な様子を見せるみつえ。そんな母を優しく見守りながら、過ぎ去った日々に思いを馳せる。10人兄弟の長女で、畑仕事でボロボロになった弟や妹たちの服を「ふせ」（あて布）するのがみつえの日常だった。みつえはさとるや幼なじみのちえこ、8歳で亡くなった妹のたかよが会いに来たとゆういちに語る。
「死んだ父ちゃんに会えるのなら、ボケるのも悪いことばかりじゃないね」と思うゆういちとみつえの日々は、思い出と現実が交錯しながら淡々と過ぎていく。

## 評価
認知症の母親の介護体験を題材とする漫画として、2012年に『ハートネットTV』で紹介され、2013年に朝日新聞で取り上げられる。
ベイベー関根は図書新聞において、本作の抒情性を評価した。また、永江朗は週刊朝日のコラムにおいて、ユーモラスで感動的なだけではなく、介護の困難を感じさせる作品でもあると指摘した。
2013年、第42回日本漫画家協会賞優秀賞を受賞。

## テレビドラマ
2013年2月17日22時00分 - 23時00分、『ペコロス、母に会いに行く』（ペコロス、ははにあいにいく）のタイトルでNHK BSプレミアム「プレミアムドラマ」枠にてドキュメンタリードラマとして放送された。

### キャスト（テレビドラマ）
- 岡野雄一：イッセー尾形
- 岡野光江：草村礼子
- モロ師岡
- 柾木玲弥
- 山田真歩
- 安藤サクラ
- 木内みどり

### スタッフ（テレビドラマ）
- 脚本：青島武
- 演出：坂部康二
- プロデューサー：三好保洋
- 制作統括：堤啓介、松井奈緒子
- 資料提供：岡野雄一「ペコロスの玉手箱」「ペコロスの母に会いに行く」、西日本新聞社、吉田隆
- 撮影協力：長崎フィルムコミッション
- 制作・著作：東北新社、NHK

| NHK BSプレミアム 日曜22：00枠                                           | NHK BSプレミアム 日曜22：00枠          | NHK BSプレミアム 日曜22：00枠                 |
| 前番組                                                                  | 番組名                                 | 次番組                                        |
| ----------------------------------------------------------------------- | -------------------------------------- | --------------------------------------------- |
| 人生は“サイテーおやじ”から教わった 〜漫画家・西原理恵子〜 （2013.2.10） | ペコロス、母に会いに行く （2013.2.17） | ただいま母さん （2013.2.24） - 大阪放送局制作 |

## 映画
2013年11月16日より全国公開（舞台となった長崎県では11月9日に先行公開）。監督は森﨑東。第87回キネマ旬報ベスト・テン 日本映画ベスト・ワン作品。
主人公ゆういちを演じるのは岩松了、もうひとりの主人公みつえ役の赤木春恵は88歳と175日（クランクイン日の2012年9月5日時点）にして本作が映画初主演となり、この出演でギネス世界記録に「世界最高齢での映画初主演女優」として認定された。
このほか若き日のみつえに原田貴和子、夫のさとるに加瀬亮。このほか原田知世、竹中直人、宇崎竜童、温水洋一、などが出演する。
撮影監督に浜田毅、音楽プロデューサーに大川正義（『千と千尋の神隠し』などを手がけた）。一青窈が主題歌「霞道（かすみじ）」を書き下ろしている。

### キャスト（映画）
- 岡野雄一：岩松了
- 岡野みつえ：赤木春恵[10]（若い頃：原田貴和子）
- 岡野さとる：加瀬亮
- 岡野まさき：大和田健介
- 秀島さと： 松本若菜
- 陶山寛子：根岸季衣
- 末永エリカ：原扶貴子
- ちいちゃん：原田知世（友情出演）
- 宇崎竜童（特別出演）
- 温水洋一
- 洋次郎：穂積隆信
- 澁谷天外
- 春風ひとみ
- 原田おさむ
- 百武：長澤奈央
- 大門正明
- ユリ：正司照枝
- みつえの妹・よしの：島かおり
- 白川和子
- サヘル・ローズ
- 直江喜一
- 今井ゆうぞう
- みつえの妹・すずこ：長内美那子
- 志茂田景樹
- 相築あきこ
- 上原由恵
- 杜澤たいぶん
- 本田：竹中直人
- 本田まつ：佐々木すみ江

### スタッフ（映画）
- 監督 - 森﨑東
- 原作 - 岡野雄一 『ペコロスの母に会いに行く』（西日本新聞社刊）
- 脚本 - 阿久根知昭
- 音楽 - 星勝、林有三
- 主題歌 - 一青窈「霞道(かすみじ)」
- メインテーマ曲 - 豊田裕子
- 音楽プロデューサー - 大川正義
- 撮影監督 - 浜田毅
- 照明 - 高屋齋
- 録音 - 本田孜
- 美術統括 - 若松孝市
- 美術監督 - 小林久之
- アニメーション - 遊佐かずしげ
- 編集 - 森崎荘三
- キャスティング - 今井勉
- 監督補 - 佐藤雅道
- 助監督 - 荒川栄二、名倉良祐、田中淳也
- 医療指導 - 新井平伊
- 音響効果 - 今野康之（スワラ・プロ）
- VFX - 浅野秀二
- スタジオ - 東映東京撮影所
- ロケ協力 - 諫早市、川棚町、ハウステンボス、グラバー園　ほか
- 後援 - 長崎県、長崎市、日本老年精神医学会、長崎国際観光コンベンション協会、長崎市町村会、長崎商工会議所、長崎中小企業団体中央会、長崎市医師会
- 企画 - 井之原尊（素浪人）
- プロデューサー - 村岡克彦、木下繁貴（東風）、関光志（FLME）、金箱明大（TCエンタテインメント）、小池勇規（TCエンタテインメント）
- ラインプロデューサー - 林みのる
- 特別協賛 - ソニー生命保険
- 協賛 - ツクイ、医療法人寿栄会本間病院、本田技研工業、花王リリーフ、ソラシドエア、デイサービスさくら館、九州ガス
- 制作プロダクション - 素浪人
- 配給 - 東風
- 宣伝 - ピー・ツー、フラッグ
- 製作 - 『ペコロスの母に会いに行く』製作委員会（素浪人、TCエンタテインメント、フォーライフミュージックエンタテイメント、東風）

### 受賞
- 第35回ヨコハマ映画祭[11]
  - 2013年日本映画ベストテン第3位[12]
  - 監督賞（森﨑東）
  - 撮影賞（浜田毅）
- 第87回キネマ旬報ベスト・テン
  - 日本映画ベスト・ワン[13]
- 第68回毎日映画コンクール[14]
  - 日本映画優秀賞
  - 女優主演賞（赤木春恵）
- 第28回高崎映画祭[15]
  - 最優秀作品賞
  - 最優秀主演女優賞（赤木春恵）
  - 最優秀助演女優賞（原田貴和子）
- 映画芸術 2013年日本映画ベストテン＆ワーストテン・ベストテン1位[16]
- 第6回東京新聞映画賞[17]
- 第14回ニッポン・コネクション
  - ニッポン・シネマ賞

## 舞台
同タイトルの舞台が、2016年に天王洲 銀河劇場、中日劇場など全国8会場で上演される。

### キャスト（舞台）
- 岡野ミツエ - 藤田弓子[20]
- 岡野ユウイチ（ペコロス） - 東国原英夫[20]、2017年再演では田村亮[21]
- 赤島京子[22] - 仁科亜季子
- 津山寛子[22] - 木村理恵
- 若い頃のミツエ[22] - 麻丘めぐみ
- 若い頃のサトル[22] - 堤大二郎
- 本田徹[22] - 佐藤正宏
- マスター[22] - 酒井敏也
- 横島[22] - 井田國彦
- 石川[22] - 大森うたえもん
- 秀島サト[22] - 文音
- 岡野マサキ[22] - 室龍規

### スタッフ（舞台）
- 原作 - 岡野雄一『ペコロスの母に会いに行く』（西日本新聞社刊）
- 脚本 - 池村望
- 演出 - 大野木直之
- 主題歌 - 一青窈「霞道（かすみじ）」